# نبوژلی
نبوژلی (به چکی: Nebužely) یک منطقهٔ مسکونی در جمهوری چک است که در ناحیه میلنیک واقع شده‌است. نبوژلی ۸٫۶۲ کیلومتر مربع مساحت و ۴۴۰ نفر جمعیت دارد و ۳۱۱ متر بالاتر از سطح دریا واقع شده‌است.